# 13117 Пондічері
13117 Пондічері (13117 Pondicherry) — астероїд головного поясу, відкритий 9 жовтня 1993 року.
Тіссеранів параметр щодо Юпітера — 3,237.